# رافينيا (لاعب كرة قدم مواليد 1993)
رافينها (21 أبريل 1993 ببورتو أليغري في البرازيل - ) هو لاعب كرة قدم برازيلي في مركز الدفاع.

## روابط خارجية
- رافينها على موقع قاعدة بيانات كرة القدم.إي يو (الإنجليزية)
- رافينها على موقع Soccerway.com (الإنجليزية)